# Kinsman (Illinois)
Kinsman es una villa ubicada en el condado de Grundy en el estado estadounidense de Illinois. En el Censo de 2010 tenía una población de 99 habitantes y una densidad poblacional de 579,15 personas por km².

## Geografía
Kinsman se encuentra ubicada en las coordenadas 41°11′25″N 88°34′12″O / 41.19028, -88.57000. Según la Oficina del Censo de los Estados Unidos, Kinsman tiene una superficie total de 0.17 km², de la cual 0.17 km² corresponden a tierra firme y (0%) 0 km² es agua.

## Demografía
Según el censo de 2010, había 99 personas residiendo en Kinsman. La densidad de población era de 579,15 hab./km². De los 99 habitantes, Kinsman estaba compuesto por el 100% blancos, el 0% eran afroamericanos, el 0% eran amerindios, el 0% eran asiáticos, el 0% eran isleños del Pacífico, el 0% eran de otras razas y el 0% pertenecían a dos o más razas. Del total de la población el 2.02% eran hispanos o latinos de cualquier raza.